# Ernst Friedrich Gelpke
Ernst Friedrich Gelpke (* 8. April 1807 in Breitenfeld bei Leipzig; † 1. September 1871 in Bern) war ein Schweizer evangelischer Geistlicher und Hochschullehrer.

## Leben
Ernst Friedrich Gelpke kam als Sohn eines Pfarrers in Sachsen zur Welt.
Als Gelpke sechs Jahre alt war, hatte Blücher, während der Leipziger Völkerschlacht, seinen Befehlsstand in der Breitenfelder Mühle, von wo aus er den Angriff auf die in Möckern und Gohlis stationierten französischen Truppen leitete.
Er besuchte die Fürstenschule Grimma, immatrikulierte sich an der Universität Leipzig und begann ein Theologiestudium, das er 1830 an der Universität Berlin fortsetzte, dort war er ein Schüler von Friedrich Schleiermacher, dessen vermittlungstheologischer Richtung er angehörte.
1832 wurde er Privatdozent an der Universität Bonn und 1834 erfolgte seine Berufung als ausserordentlicher Professor für Systematische Theologie, Neues Testament und Kirchengeschichte an die neu gegründete Universität Bern; seit 1840 war er auch Lehrer für deutsche Sprache und Literatur an den obersten Klassen der damaligen bürgerlichen Mädchenschule.
1847 wurde er ordentlicher Professor für Kirchengeschichte und war seitdem von 1846 bis 1850 und von 1863 bis 1866 Dekan der Theologischen Fakultät sowie von 1851 bis 1852 und von 1860 bis 1861 Rektor der Universität.
Ernst Friedrich Gelpke heiratete 1835 Marie geb. Emmert. Ihre gemeinsame Tochter Marie heiratete 1860 Karl Heinrich Andreas Bach († 1870) aus Därstetten und wurde später Schriftstellerin.
1837 erhielt er das Bürgerrecht von Därstetten.
Ernst Friedrich Gelpke betätigte sich auf allen Gebieten, in denen er an der Universität lehrte, auch als Autor. Sein zweibändiges Hauptwerk Kirchengeschichte der Schweiz reicht zurück bis zum Ende der Karolingerzeit und erlangte dank seiner Quellennähe grundlegende Bedeutung, blieb jedoch unvollendet. Seine früheren Arbeiten hatten sich teils mit der exegetischen und teils mit der systematischen Theologie beschäftigt.

## Mitgliedschaften
- Ernst Friedrich Gelpke war ein Grossmeister der bernischen Freimaurerloge Alpina.[3]

## Ehrungen und Auszeichnungen
- Ernst Friedrich Gelpke wurde durch die Universität Zürich zum Dr. theol. h. c. ernannt.

## Schriften (Auswahl)
- Evangelische Dogmatik. 1834.
- Sendschreiben an Lachmann über die Anordnung der Erzählungen in den synoptischen Evangelien. 1839.
- Das Schul- und Unterrichtswesen des regenerirten Cantons Bern von seiner untersten bis zur höchsten Stufe Nebst einigen Bemerkungen über die Schrift: Gedanken und Ansichten über das bernerische Schulwesen. Haller, Bern 1846.
- Jugendgeschichte des Herrn. 1847.
- Dissertatio De Senecae vita et moribus. A. Weingarti, Bern 1848.
- Die kirchliche Bewegung im Canton Waadt während der letzt vergangenen Jahre. Gotha 1850.
- Napoleon. 1854.
  - Der Brand von Moskau.
  - Die Völkerschlacht bei Leipzig.
- Kirchengeschichte der Schweiz.
  - Band 1. 1856.
  - Band 2. 1861.
- Der Grimselbrand im Jahre 1852 und die drei verschwundenen Reisenden im Berner-Oberland: Charakter- und Lebensbilder aus der Hochschweiz. B. F. Haller, Bern 1858.
- Die christliche Sagengeschichte der Schweiz. 1862.
- Der Gross-Meister der schweizerischen Gross-Loge Alpina an sämmtliche Bundes-Logen brüderlichen Gruss! Bern 1863.
- Drei der interessantesten Erzählungen aus der alten Kirchen- und Sagengeschichte der Schweiz: Als Anhang zu der Schrift: Die Christliche Sagengeschichte der Schweiz. Burgdorf 1868.
- Emma. 1869.
- Interlaken in historischer, klimatischer und ästhetischer Beziehung. Haller’sche Verlagshandlung, Bern 1870.